# The Oval (Belfast)
 For alternative betydninger, se The Oval (flertydig). (Se også artikler, som begynder med The Oval)
The Oval er et fodboldstadion i Belfast, Nordirland. Der er kapacitet til 26.556 tilskuere, men på grund af sikkerhedsrestriktioner må der kun lukkes 5.056 ind til fodboldkampe.
Stadion har været hjemmebane for fodboldklubben Glentoran FC siden 1892, med undtagelse af årene 1941-1949.

## Trivia
Natten mellem den 4. og 5. maj 1941 blev Belfast udsat for bombeangreb fra Luftwaffe, hvor blandt andet The Oval blev slemt beskadiget. 